# Fort Pembroke (Guernsey)
Fort Pembroke ist die Ruine eines Küstenforts an der Nordspitze der Kanalinsel Guernsey nordwestlich des Dorfes Bordeaux.
Das sternförmige Fort wurde 1811 errichtet. Es war mit sechs Kanonen ausgestattet, je eine an jeder Bastion des Sterns. Fort Pembroke war mit einer Garnison von 100 Mann belegt.
Heute sind nur noch Erdwerke erhalten.